# Nazionale maschile di pallacanestro del Nepal
La nazionale di pallacanestro del Nepal è la rappresentativa cestistica del Nepal ed è posta sotto l'egida della Federazione cestistica del Nepal.